# Ороско, Рафаэль
Рафаэль Ороско Флорес (исп. Rafael Orozco Flores; 24 января 1946, Кордова — 24 апреля 1996, Рим) — испанский пианист.
Учился в Мадридской консерватории у Хосе Кубилеса, затем по окончании курса совершенствовал своё мастерство под руководством Алексиса Вайссенберга и Марии Курчо. В 1966 году выиграл Международный конкурс пианистов в Лидсе, чем положил начало своей международной карьере.
Сотрудничал с такими дирижёрами, как Герберт фон Караян, Карло Мария Джулини и Даниэль Баренбойм. Гастрольные маршруты Ороско пролегали по всему миру.
В 1971 году записал фортепианную часть саундтрека для биографического фильма о Чайковском «Любители музыки», который кинокритика расценила как крайне неудачный, отмечая, однако, мастерство пианиста.
В 1987 году родной город Ороско, Кордова, удостоил его звания почётного гражданина (дословно «возлюбленного сына», исп. Hijo Predilecto), с вручением золотой медали. После смерти Ороско городской консерватории было присвоено его имя.